# サイクリン依存性キナーゼ

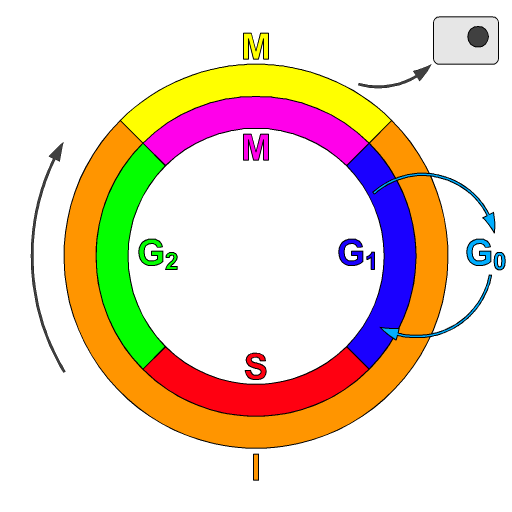
細胞周期の模式図。I: 間期、M: 有糸分裂期（M期）、G_{1}: G_{1}期、S: S期、G_{2}: G_{2}期。期間の比は正確ではない。

サイクリン依存性キナーゼ（サイクリンいぞんせいキナーゼ、英: cyclin-dependent kinase、略称: CDK）はプロテインキナーゼのファミリーの1つであり、細胞周期を調節する役割が最初に発見された。その他にも転写の調節、mRNAのプロセシング、神経細胞の分化にも関与している。CDKは既知のすべての真核生物に存在し、細胞周期の調節は進化的に保存された機能である。事実、酵母のCDKの遺伝子をヒトの相同遺伝子に置換しても酵母細胞は正常な増殖を行うことができる。CDKは34–40 kDaの比較的小さなタンパク質で、ほぼキナーゼドメインのみから構成される。CDKはサイクリンと呼ばれる調節タンパク質に結合する。サイクリンがなければCDKはほとんどキナーゼ活性を持たず、サイクリン/CDK複合体を形成することで活性型キナーゼとなる。CDKは基質のセリンまたはスレオニン残基をリン酸化するため、セリン/スレオニンキナーゼに分類される。CDKの基質のリン酸化部位のコンセンサス配列は[S/T*]PX[K/R]で、S/T*はリン酸化されるセリンまたはスレオニン、Pはプロリン、Xは任意のアミノ酸、Kはリジン、Rはアルギニンを表す。

## 活性の調節
CDKのレベルは細胞周期を通じて比較的一定であり、ほとんどの調節は翻訳後の段階で行われる。CDKの構造と機能に関する情報の大部分は、分裂酵母S. pombe（Cdc2）、出芽酵母S. cerevisiae（CDC28）、脊椎動物（CDC2またはCDK2）に基づいている。CDKの調節の4つの主要な機構は、サイクリンの結合、CDK活性化キナーゼ（CAK）によるリン酸化、他のキナーゼによる阻害的なリン酸化、CDK阻害因子（CKI）の結合である。

### サイクリンの結合
全てのキナーゼの活性部位またはATP結合部位は、小さなN末端ローブと大きなC末端ローブの間の溝に位置している。ヒトのCDK2の構造からは、CDKのATP結合部位がサイクリンの結合によって調節されるよう変化していることが明らかにされた。サイクリンが結合していない場合、活性化ループまたはTループと呼ばれる柔軟なループ領域が溝をふさいでおり、いくつかの重要残基の位置もATPの結合に適さない配置となっている。サイクリンが結合すると、2つのαヘリックスが位置を変え、ATPの結合に適した配置となる。そのうちの1つ、L12ヘリックスは一次配列上Tループの直前に位置しており、βストランドとなることでTループの配置変化を助け、活性部位がふさがれないようにする。もう1つのヘリックスはPSTAIREヘリックスと呼ばれ、位置を変えることで活性部位の主要残基の位置変化を助ける。
どのサイクリンがどのCDKに結合するか関しては、かなりの特異性が存在する。サイクリン/CDK複合体の基質特異性は、サイクリンの側によって主に決定される。サイクリンは基質に直接結合するか、または基質が存在する特定の領域へCDKを局在化させる。S期サイクリン（サイクリンA、E）の基質特異性はMRAIL配列を中心とする疎水性パッチによるもので、疎水的なRXL（またはCy）モチーフを含む基質タンパク質への親和性が獲得されている。サイクリンB1とB2は、CDK結合領域の外側にある局在化配列を介してそれぞれ核とゴルジ体へCDK1を局在させる。

### リン酸化
CDKが十分なキナーゼ活性を発揮するためには、活性部位に近接するスレオニン残基のリン酸化が必要である。CDK活性化キナーゼ（CAK）がこの部位のリン酸化を行うことはさまざまなモデル生物で示されている。一方このリン酸化が起こる時期はさまざまで、哺乳類細胞ではサイクリンの結合後に起こり、酵母細胞ではサイクリンの結合前に起こる。CAKの活性は既知の細胞周期経路では調節されておらず、そのためサイクリンの結合がCDKの活性化の律速段階である。
CDKを活性化するリン酸化とは異なり、CDKを阻害するリン酸化は細胞周期の調節に重要である。さまざまなキナーゼやホスファターゼがCDKのリン酸化状態を調節している。チロシン残基にリン酸を付加するキナーゼの1つがWee1であり、全ての真核生物に保存されている。出芽酵母は2つ目のキナーゼMik1を持っており、チロシン残基をリン酸化することができる。脊椎動物はMyt1と呼ばれる別の2つ目のキナーゼを持っており、これはWee1と関連しているがスレオニンとチロシン残基の双方をリン酸化することができる。Cdc25ファミリーのホスファターゼはスレオニンとチロシン残基を脱リン酸化する。

### CDK阻害因子
サイクリン依存性キナーゼ阻害因子（CKI）は、サイクリン/CDK複合体と相互作用してそのキナーゼ活性を防ぐタンパク質である。通常はG1期に、もしくは環境やDNA損傷によるシグナルに応答して相互作用が起こる。動物細胞では、CKIにはINK4とCIP/KIPという大きく2つのファミリーが存在する。INK4ファミリーのタンパク質は阻害のみを行い、CDKの単量体に結合する。CDK6とINK4ファミリータンパク質の複合体の結晶構造からは、INK4の結合によってCDKがねじれ、サイクリンの結合とキナーゼ活性が妨げられることが示されている。CIP/KIPファミリーのタンパク質はサイクリンとCDKの双方と結合し、阻害を行うことも活性化を行うこともある。CIP/KIPファミリーのタンパク質は、サイクリンDとCDK4またはCDK6との複合体の形成を促進することで活性化を行う。

### Suk1またはCks
CDKは、Suk1またはCksと呼ばれる9–13 kDaの小さなタンパク質と結合する。これらのタンパク質はCDKの機能に必要であるが、その正確な役割は不明である。Cks1はCDKのC末端ローブに結合し、リン酸化残基を認識する。複数のリン酸化部位を持つ基質とサイクリン/CDK複合体との親和性の向上を補助している可能性がある。

### 非サイクリン型活性化因子

#### ウイルス性サイクリン
ウイルスには、サイクリンと相同な配列を持つタンパク質をコードしているものがある。よく研究されている例としてはカポジ肉腫ヘルペスウイルスのK-サイクリン（またはv-サイクリン）があり、CDK6を活性化する。ウイルス性サイクリン/CDK複合体は、通常の複合体とは異なる基質特異性と調節感受性を持つ。

#### CDK5活性化因子
タンパク質p35とp39はCDK5を活性化する。これらのタンパク質はサイクリンとの配列相同性はみられないが、p35はサイクリンと同じようなフォールディングを行うことが結晶構造から示されている。しかし、CDK5の活性化は活性化ループのリン酸化を必要としない。

#### RINGO/Speedy
サイクリンファミリーと全く相同性がみられないタンパク質も、CDKの直接的な活性化を行う。そのような活性化因子のファミリーの1つがRINGO/Speedyファミリーであり、もともとはツメガエルXenopusで発見された。これまでに見つかった5つのメンバーの全てがCDK1とCDK2を直接活性化するが、RINGO/SpeedyとCDK2との複合体はサイクリンA/CDK2複合体とは異なる基質を認識する。

## 歴史
リーランド・ハートウェル、ティモシー・ハント、ポール・ナースは、細胞周期調節の中核をなすサイクリンとCDKの機構を記載した業績により、2001年にノーベル生理学・医学賞を受賞した。

## 医療における重要性
CDKは抗がん剤の標的となると考えられている。CDKの作用に干渉してがん細胞の細胞周期調節を選択的に阻害することが可能であれば、その細胞は死ぬ。現時点では、セリシクリブなどのCDK阻害剤の臨床試験が行われている。セリシクリブはもともと抗がん剤の候補として開発されたが、炎症を媒介する好中球のアポトーシスを誘導することも示されている。このことは、関節炎や嚢胞性線維症などの慢性炎症疾患に対する新規治療薬の開発につながる可能性があることを意味している。
フラボピリドール（flavopiridol）またはアルボシジブは、1992年に抗がん剤スクリーニングによって同定された後、臨床試験が行われた最初のCDK阻害剤であり、CDKのATP結合部位で競合する。パルボシクリブとアベマシクリブはホルモン受容体（エストロゲン受容体/プロゲステロン受容体）を発現している転移性乳がんの治療にホルモン療法との併用でFDAによって承認されている。
多くのCDKは細胞周期だけではなく、転写、神経生理、グルコースの恒常性など他の過程にも関与しているため、CDKを標的とした薬剤の開発は複雑なものとなっている。

## 関連文献
- “Role of CDK/cyclin complexes in transcription and RNA splicing”. Cellular Signalling 17 (9):  1033–51. (September 2005). doi:10.1016/j.cellsig.2005.02.005. PMID 15935619.